# 슈퍼 마리오 어드밴스 4
《슈퍼 마리오 어드밴스 4》(일본어: スーパーマリオアドバンス4, Super Mario Advance 4: Super Mario Bros. 3)는 슈퍼 마리오브라더스 3을 게임보이 어드밴스용으로 이식한 액션 게임이다. 다른 슈퍼 마리오 어드밴스 시리즈에서와 같이 마리오브라더스를 플레이할 수 있으며, 이전의 슈퍼 마리오브라더스 3이나 슈퍼 마리오 컬렉션과는 달리 마리오와 루이지의 전속 성우 찰스 마티네이의 목소리가 추가되었다. 일본과 북아메리카 발매본은 카드 e 리더와 연동이 되어, 카드를 e 리더에 불러오면 여러 가지 파워업을 추가로 사용할 수 있고 38개의 코스(일본 기준)를 플레이할 수 있다.